# Alfred N’Diaye
Alfred John Momar N’Diaye (Párizs, 1990. március 6. –) francia születésű szenegáli válogatott labdarúgó, jelenleg a Villarreal játékosa.

## Pályafutása

### Klubcsapatokban
A francia Nancy csapatánál nevelkedett, majd itt is lett profi játékos. Törökországban megfordult a Bursaspor és a Eskişehirspor együtteseinél. A spanyol bajnokságban az élvonalban és a másodosztályban is pályára lépett a Real Betis és a Villarreal színeiben. Angliában a Sunderland, a Hull City és a Wolverhampton játékosa volt.

### A válogatottban
A francia korosztályos válogatott tagjaként a 2007-es U17-es labdarúgó-világbajnokságon és a 2009-es U19-es labdarúgó-Európa-bajnokságon vett részt.
A felnőtt válogatott tagjaként részt vett a 2015-ös afrikai nemzetek kupáján és a 2018-as labdarúgó-világbajnokságon.

## Statisztika

### Válogatott
2018. június 28-i állapotnak megfelelően.
| 2013     | 2  | 0 |
| 2014     | 6  | 0 |
| 2015     | 1  | 0 |
| 2016     | 0  | 0 |
| 2017     | 2  | 0 |
| 2018     | 7  | 0 |
| Összesen | 18 | 0 |

## Sikerei, díjai
- Real Betis
  - Segunda División: 2014–15
- Wolverhampton
  - EFL Championship: 2017–18